# Casper de Vries
Casper de Vries (* 1. Juni 1964 in Pretoria) ist ein südafrikanischer Komiker und Schauspieler.
Casper de Vries studierte Theaterwissenschaften an der Universität Stellenbosch und gab während dieser Zeit seine ersten Ein-Mann-Shows. In den neunziger Jahren trat er zusammen mit einer Band auf (eine enge Zusammenarbeit bestand von 1992 bis 1997 mit dem Musiker und Produzenten Andrew Roos) und war auch in den Filmen Kwagga Strikes Back (1990), Sweet n' Short (1991) und Soweto Green (1995) zu sehen. In den folgenden Jahren ist de Vries in seiner Heimat jedoch hauptsächlich durch seine satirischen Ein-Mann-Shows zu einem der bekanntesten afrikaanssprachigen Komiker geworden. Auf seinen landesweiten Tourneen führte er Programme auf, in denen er die Geschichte der Buren auf den Arm nahm, dies schließt beispielsweise Jan van Riebeeck, die eingewanderten Hugenotten, den großen Treck, die Nationale Partei und die von ihnen gestellten Premierminister mit ein. Trotz (oder gerade wegen) der oftmals satirischen Ausrichtung auf die burische Geschichte besteht das Publikum hauptsächlich aus dieser Volksgruppe, diese Einschränkung hat jedoch nicht verhindert, dass er zu einer festen nationalen Größe im Unterhaltungsbereich wurde. De Vries trat auch in London auf, wo eine große Anzahl von afrikaanssprachigen Südafrikanern lebt.
In Südafrika sind eine Reihe von CDs und DVDs erschienen, letztere sind Aufzeichnungen seiner Shows, die de Vries seit 1997 gegeben hat.

## Hörspiel (Auswahl)
- Matthias Wittekindt: Störtebekers Rache. Regie: Norbert Schaeffer. Radio-Tatort, NDR 2010.